# Língua protorromânica
A língua protorromânica é o ancestral reconstruído comparativamente de todas as línguas românicas. Ele reflete uma variedade tardia do latim, uma das línguas itálicas da família indo-europeia que as contém.
Destacando-se como uma exceção em linguística comparada, o protorromance tem à disposição um abundante corpus de textos escritos em um equivalente aproximado de sua protolíngua, que é o latim. Tal situação, entretanto, acarreta em excesso de confiança por parte de estudiosos em textos em latim, em detrimento da reconstrução do protorromance a partir de suas variantes posteriores.
Por definição, o protorromance é uma abstração, não devendo ser considerado um equivalente exato do latim falado especificamente em uma época ou lugar. A inteligibilidade geral deve haver existido pelo menos até fins do século III. O período seguinte daria lugar a uma total convergência completa entre /ɪ/ e /e/, o que não se estendeu todas as áreas.

## Fonologia

### Monotongos
|               | Anterior | Central | Posterior |
| ------------- | -------- | ------- | --------- |
| Fechada       | i        |         | u         |
| Quase fechada | ɪ        |         | ʊ         |
| Semifechada   | e        |         | o         |
| Quase aberta  | ɛ        |         | ɔ         |
| Aberta        |          | a       |           |

- As vogais quase abertas /ɛ, ɔ/ convergem com /e, o/ em todos os contextos átonos.[5][6]

- Nota-se redução adicional em sílabas intertônicas, em que  /i, u/ se convergem com /ɪ, ʊ/.[7]

- As vogais se tornam longas em sílabas abertas tônicas por alofonia,[8] com as possíveis exceções de /ɪ/ ou /ʊ/.[9]

- Os fonemas /i, u/ tornam-se [j, w] entre uma consoante e uma vogal. Por sua vez, [j] então desencadeia uma palatalização, por exemplo, /basiáre/ [basʲáːɾe].[10]

### Ditongo
Pode-se reconstruir apenas um ditongo para o protorromance, sendo ele /au̯/. Pode-se encontrar em posições tônicas e átonas. Sua categorização como fonema é porém questionável, pois também pode ser analisado como uma sequência de /a/ e /u/.

### Consoantes
|             | Labial | Labial | Coronal | Coronal | Velar | Velar | Palatal | Palatal |
| ----------- | ------ | ------ | ------- | ------- | ----- | ----- | ------- | ------- |
| Nasal       |        | m      |         | n       |       |       |         |         |
| Oclusiva    | p      | b      | t       | d       | k     | g     |         | j       |
| Fricativa   | f      | β      | s       |         |       |       |         | j       |
| Labializada |        |        |         |         | kʷ    |       |         |         |
| Vibrante    |        |        | r       | r       |       |       |         |         |
| Lateral     |        |        | l       | l       |       |       |         |         |

- Em decorrência de palatalização, /t, k, n, l/ tornam-se [tsʲ, c, ɲ, ʎ].[13]
- Entre vogais, [c, ɲ, ʎ] passam por geminação regular.[14] No caso de [tsʲ], a geminação é apenas esporádica.[15]
- Uma vogal posterior seguinte, ou seja, /u ʊ ɔ/ ou /o/, desencadeia a simplificação de /kʷ/ para /k/.[16]
- No início das palavras, /sC/ sofre prótese, por exemplo /stáre/ [ɪstáːɾe], salvo quando precedido por vogal.[17][18]
- Questiona-se a classificação de /kʷ/ como fonema independente ou apenas alofone de /ku/ seguido de vogais.[19]
- Há indícios de que /f/ pode ter sido bilabial, mas o provável é que haja sido labiodental.[20]
- /b, d, g/ representam as fricativas [β, ð, ɣ] entre vogais ou em sequência com com /r/ e /l/.[21]
- Entre vogais, /di, gi/ não ocorrem, uma vez que já haviam se reduzido a /j/.[22][23]
- /j/ representa [ɟ] em começo de palavra; Entre vogais, a realização era [ɟ][24] ou [ʝ ~ ɟɟ].[25]
- /ll/ parece ter tido realização retroflexa [ɭɭ].[26][27]
- É provável que /gn/ fosse fricativizado para [ɣn].[28][29]

## Morfologia

### Substantivos
Os substantivos protorromânicos tinham três casos: nominativo, acusativo e uma combinação entre genitivo e dativo, utilizada apenas em referência a humanos.
| Declinação |                | I              | I        |         | II             | II      |          | III m.  | III m. |  | III f. | III f. |
| Número     | singular       | plural         | singular | plural  | singular       | plural  | singular | plural  |        |  |        |        |
| Nominativo | fémɪna         | fémɪne         | fíʎʎʊs   | fíʎʎi   | pátrɪs ~ pátre | pátri   | mátre    | mátres  |        |  |        |        |
| Acusativo  | fémɪna         | fémɪnas        | fíʎʎu    | fíʎʎos  | pátre          | pátres  | mátre    | mátres  |        |  |        |        |
| Gen-Dat.   | fémɪne         | femɪnóru       | fíʎʎo    | fiʎʎóru | pátri          | patróru | mátri    | matróru |        |  |        |        |
| Reflexo    | fêmea (mulher) | fêmea (mulher) | filho    | filho   | pai            | pai     | mãe      | mãe     |        |  |        |        |

Vários substantivos da declinação III tinham inflexões que diferiam em número de sílabas ou tonicidade.
| Nominativo |       | ɔ́mo     |        | pastor |  | sɔ́ror |
| Acusativo  | ɔ́mɪne | pastóre | Soróre |        |  |       |
| Reflexo    | homem | pastor  | irmã   |        |  |       |

Alguns substantivos da declinação II tinham o plural em -a ou -ora, sendo estes originalmente neutros no latim clássico. Embora seu singular fosse masculino, o plural era tratado como feminino.
| Tipo        |          | I      | I      | I        | I      | I        |        | II      | II       | II     | II | II |
| Número      | singular | plural |        | singular | plural | singular | plural |         | singular | plural |    |    |
| Substantivo | ɔ́βu      | ɔ́βa    | bráccu | brácca   | tɛ́mpʊs | tɛ́mpora  | pɛ́ktʊs | pɛ́ktora |          |        |    |    |
| Reflexo     | ovo      | ovo    | braço  | braço    | Tempo  | Tempo    | peito  | peito   |          |        |    |    |

O plural era frequentemente reanalisado como um singular feminino, o que acarretou mudanças de gênero gramatical.
| Número               |       | singular | plural |        | singular | plural |
| Substantivo original | fɔ́ʎʎu | fɔ́ʎʎa    | lɪ́ɣnu  | lɪ́ɣna  |          |        |
| Variante Feminina    | fɔ́ʎʎa | fɔ́ʎʎas   | lɪ́ɣna  | lɪ́ɣnas |          |        |
| Reflexo              | folha | folha    | lenha  | lenha  |          |        |

Tal tendência já se fazia presente no latim clássico; por exemplo, o substantivo feminino ópera surgiu a partir do plural de opus neutro .

### Adjetivos

#### Absolutos
Flexionam-se de maneira similar aos substantivos.

#### Comparativos
Embora o sufixo latino -ior ainda existisse, era presente apenas em um número limitado de adjetivos.
| Adjetivo | mɛ́ʎʎor | pɛ́ɟor | máɟor | mɪ́nor |
| Reflexo  | melhor | pior  | maior | menor |

Nos outros casos, convencionalmente, formava-se o comparativo com o emprego de plus ou mai̯s (ambos significando 'mais') a um adjetivo absoluto. Tal uso também existia em latim clássico, embora com menos frequência.

#### Superlativos
Não havia especificamente uma desinência que expressasse o superlativo. Em seu lugar, empregavam-se várias alternativas, tais como um advérbio de intensidade (mʊ́ltu, bɛ́ne, etc.) ou um comparativo simples.

#### Possessivos
No diagrama abaixo esquematiza-se um exemplo do feminino singular. Muitos deles tinham variantes átonas ('fracas').
|          | Primeira pessoa | Segunda pessoa | Terceira pessoa | Interrogativo |
| -------- | --------------- | -------------- | --------------- | ------------- |
| singular | mɛ́a ~ ma        | tʊ́a ~ ta       | sʊ́a ~ sa        | kúɟa          |
| plural   | nstra           | βɔ́stra         | sʊ́a ~ sa        | kúɟa          |

### Pronomes

#### Pessoais
Equivalentes a 'eu, nós, tu, vós' etc.
| Pessoa     |          | I      | I        |        | II         | II           |            | III f.       | III f. |  | III m. | III m. |
| Número     | singular | plural | singular | plural | singular   | plural       | singular   | plural       |        |  |        |        |
| Nominativo | ɛ́ɣo      | nos    | tu       | βos    | ɪɭɭa       | ɪɭɭe         | ɪlle~ɪɭɭi  | ɪlle~ɪɭɭi    |        |  |        |        |
| Acusativo  | me~mene  | nos    | te~tene  | βos    | ɪɭɭa       | ɪɭɭas        | ɪɭɭu       | ɪɭɭos        |        |  |        |        |
| Gen-Dat.   | mi~mɪβɪ  | noβɪs  | ti~tɪβɪ  | βoβɪs  | ɪɭɭi~ɪɭɭɛ́i | ɪɭɭis~ɪɭɭóru | ɪɭɭi~ɪɭɭúi | ɪɭɭis~ɪɭɭóru |        |  |        |        |

#### Relativos
Destaca-se que kúi̯ foi perdido nas variantes românicas orientais.
|            | Masc. ou Fem. | Neutro |
| ---------- | ------------- | ------ |
| Nominativo | ku̯i           | kod    |
| Acusativo  | ku̯ɛn          | kod    |
| Gen-Dat.   | kui̯           | kui̯    |

Os pronomes interrogativos são os mesmos, exceto a forma neutra nominativa-acusativa, que é ku̯ɪd.

### Verbos
Os verbos protorromânicos dividem-se em três classes principais, cada uma das quais caracterizada por uma vogal temática diferente (/a/, /e/, /i/). Suas conjugações são construídas em três temas que envolvem várias combinações de modo, aspecto e tempo.

#### Presente do indicativo
As formas do presente também podem referir ao futuro.
|                |          | Primeira pessoa | Primeira pessoa |                   | Segunda pessoa | Segunda pessoa  |                | Terceira pessoa | Terceira pessoa |  | Tradução |
| Número         | singular | plural          | singular        | plural            | singular       | plural          |                |                 |                 |  | Tradução |
| Conjugação I   | kánto    | kantámʊs        | kántas          | kantátɪs          | kántat         | kántant         | cantar         |                 |                 |  |          |
| Conjugação II  | dɔ́rmo    | dormímʊs        | dɔ́rmɪs          | dɔrmítɪs          | dɔ́rmɪt         | dɔ́rment~dɔ́rmʊnt | dormir         |                 |                 |  |          |
| Conjugação III | bátto    | battémʊs        | báttes          | Battétɪs          | báttet         | báttent         | bater          |                 |                 |  |          |
| Irregular      | sʊ́n      | sʊ́mʊs~sémʊs     | ɛ́s~sɛ́s          | ɛ́stɪs~sɛ́tɪs~sʊ́tɪs | ɛ́st            | sʊ́nt            | sou/é/somos    |                 |                 |  |          |
| Irregular      | áo~áɟo   | aβémʊs          | ás              | aβétɪs            | át             | ánt~áu̯nt        | hei/há/havemos |                 |                 |  |          |

#### Particípios
Declinavam como adjetivos.
|                |         | Presente Ativo |        | Tradução |  | Passivo pretérito |  | Tradução |
| Conjugação I   | Amánte  | adorando       | amáta  | amada    |  |                   |  |          |
| Conjugação II  | Finɛ́nte | findando       | finíta | findada  |  |                   |  |          |
| Conjugação III | aβɛ́nte  | havendo        | aβúta  | havida   |  |                   |  |          |

## Relação com o latim escrito
Segundo Roger Wright, a princípio não se fazia distinção entre o latim e o românico, sendo latim a forma escrita arcaica da fala. Por exemplo, embora no início da Espanha medieval a palavra /sjeglo/ 'século' fosse bastante grafada como ⟨saeculum⟩, um monge não a leria em voz alta como /sɛkulum/, do mesmo modo que um lusófono não pronunciaria ⟨theatro⟩ como */tʰeatɾo/.
Falantes não nativos de latim, porém, como o clero de origem anglo-saxônica ou irlandesa, possivelmente usassem uma pronúncia bastante diferente, na tentativa de pronunciar cada palavra conforme sua grafia. A Renascença Carolíngia na França aplicou essa pronúncia artificial também para falantes nativos de latim pela primeira vez. Por exemplo, a palavra ⟨viridiarium⟩ 'pomar' já não deveria ler-se em voz alta como o equivalente em francês antigo */verdʒjær/, e sim precisamente conforme grafado, com todas as seis sílabas: /vi.ri.di.a.ri.um/.
Esse tipo de mudança radical teve como consequência os sermões em latim completamente ininteligíveis para o público geral, que falava variades populares, e com isso os funcionários, posteriormente, no Conselho de Tours a instruir os padres a ler os sermões em voz alta à moda antiga, em rusticam romanam linguam ou 'língua rústica romana (ou românica)'.
Como já não havia forma direta de determinar se um texto deveria ser lido em voz alta como latim ou romance, foram feitas várias tentativas na França de estipular uma nova ortografia apenas para o linguajar popular; entre os primeiros exemplos estão partes dos Juramentos de Estrasburgo e da Sequência de Santa Eulália . À medida que as reformas carolíngias disseminaram a pronúncia latina "adequada" da França para outras áreas de língua românica, os estudiosos locais sentiram a necessidade de criar ortografias para seus próprios dialetos, iniciando assim a fase literária do romance medieval.